# Сосновка (Варгашинский район)
Сосновка — деревня в Варгашинском районе Курганской области. Входит в состав Верхнесуерского сельсовета.

## История
До 1917 года входила в состав Верхнесуерской волости Ялуторовского уезда Тобольской губернии. По данным на 1926 год состояла из 76 хозяйств. В административном отношении входила в состав Верхнесуерского сельсовета Марайского района Курганского округа Уральской области.

## Население
| 1912 | 1926 | 1989 | 2002 | 2010 |
| ---- | ---- | ---- | ---- | ---- |
| 315  | ↘308 | ↘112 | ↘85  | ↘76  |

По данным переписи 1926 года в деревне проживало 308 человек (139 мужчин и 169 женщин), в том числе: русские составляли 100 % населения.